# Barbatula brandtii
Barbatula brandtii är en fiskart som först beskrevs av Kessler, 1877.  Barbatula brandtii ingår i släktet Barbatula och familjen grönlingsfiskar. Inga underarter finns listade.